# Cyne perfoliata
Cyne perfoliata é uma espécie botânica pertencente à família Loranthaceae.